# Bonnie Milligan
Bonnie Milligan (Decatur, 27 marzo 1984) è un'attrice e cantante statunitense.

## Biografia
Nata in Illinois e cresciuta in Ohio, Bonnie Milligan ha cominciato a recitare a teatro nei primi anni 2010.
Tra il 2014 e il 2017 ha recitato ininterrottamente nella tournée statunitense di Kinky Boots, mentre nel 2018 ha esordito a Broadway con il musical Head Over Heels, che le è valso il Theatre World Award e candidature al Drama League Award e all'Outer Critics Circle Award.
Successivamente è tornata a Broadway nel 2022 con il musical Kimberly Akimbo e per la sua interpretazione nel ruolo di Zia Debra ha vinto il Lucille Lortel Award e il Tony Award alla miglior attrice non protagonista in un musical.

## Filmografia
- Search Party – serie TV, 9 episodi (2016-2022)
- Happy! – serie TV, episodio 1x02 (2017)
- Escape at Dannemora, regia di Ben Stiller – miniserie TV, puntate 3-4 (2018)
- Chicago Fire – serie TV, episodio 8x16 (2020)
- New Amsterdam – serie TV, episodio 5x01 (2022)
- And Just Like That... – serie TV, 6 episodi (2023-2025)

## Doppiatrici italiane
Nelle versioni in italiano dei suoi lavori, Bonnie Milligan è stata doppiata da:
- Ilaria Egitto in New Amsterdam